# 합천 해인사 용성선사 승탑 및 탑비
합천 해인사 용성선사 부도 및 탑비(陜川 海印寺 龍城禪師 浮屠 및 塔碑)는 경상남도 합천군 가야면 해인사에 있는 일제강점기의 승탑이다. 
2009년 12월 3일 경상남도의 유형문화재 제492호 해인사 용성선사 부도 및 탑비로 지정되었다가, 2018년 12월 20일 현재의 명칭으로 변경되었다.

## 규격

### 부도(舍利塔)
- 총고 311.0 cm
- 하층기단(가로/세로/높이) 186.0/186.0/55.0 cm
- 상층기단(가로/세로/높이) 124.0/124.0/45.0 cm
- 초층탑신(가로/세로/높이) 51.6/51.6/55.5 cm
- 초층옥개(가로/세로) 114.5/114.5 cm
- 이층탑신(가로/세로/높이) 45.0/45.0/18.0 cm
- 이층옥개(가로/세로) 89.0/89.5 cm
- 삼층탑신(가로/세로/높이) 32.0/32.0/14.0 cm
- 삼층옥개(가로/세로) 74.5/74.5 cm
- 노반(가로/세로/높이) 31.5/31.5/15.0 cm
- 보주높이 (가로/세로/높이) 12.5 cm

### 탑비
- 총고 341.0 cm
- 귀부(가로/세로) 146.0/211.0 cm
- 귀두(가로/세로) 39.0/70.0 cm
- 비좌(가로/폭/높이) 146.0/48.0/5.5 cm
- 비신(가로/폭/높이) 73.5/26.5/176.0 cm
- 이수(가로/폭/높이) 85.0/50.0/91.0 cm

## 현상 및 특징
용탑선원의 입구 쪽으로 용성선사의 사리탑과 탑비가 나란히 위치해 있다. 전반적인 상태는 먼지로 인해 표면이 약간 변색되어 있은 정도이지만 양호한 편이다. 사리탑과 탑비의 특징을 살펴보면 다음과 같다. 

### 용성선사 승탑
고승의 묘탑이라고 불리는 승탑으로 일반적인 승탑의 형식에서 벗어나 탑 형식을 빌었다. 형식은 상하 이중기단 위에 3개의 탑신을 얹은 평면 방형의 일반 석탑형이다. 각각의 특징을 보면 상하 기단에는 우주와 각 면에 각각 1주씩의 탱주가 모각되었으며, 하층기단 위에는 상층기단을 받기 위한 얕은 기단 받침이 몰딩되어 있으며, 상층기단 위도 탑신을 받치기 위한 탑신받침이 있다. 탑신과 옥개는 각각 一石造이다. 옥개는 낙수면이 두껍고, 추녀는 수평을 이루었으며, 옥개의 층급받침은 5단으로 이루어져 있다. 상륜부는 노반과 복발을 두었다. 
이 승탑은 고려시대의 강원도 원주 영전사지 보제존자 사리탑(1388) 2기 외에는 없는 희소한 형식으로, 전체적인 모습이 단정하며, 비슷한 높이의 이중기단이나 3층의 탑신 형식 등은 해인사에 소재해 있는 길상탑을 모방하여 조성된 것이다. 

### 용성선사 탑비
귀부, 비신, 이수가 갖추어진 용성선사의 탑비는 이중의 지대석 위에 세워져 있다. 귀부는 사지에 힘을 주어 웅크리고 있는 자세를 갖추고, 머리는 龍頭化하지 못한 모습이다. 귀부 상면은 전체적으로 귀갑문으로 조각하고 하단에 당초문대를 돌렸으며, 가운데 마련되어 있는 방형비좌는 가장자리가 중엽 연판으로 장식되어 있다. 그 위에 비신과 이수를 올렸는데 이수는 마주하는 2마리의 반룡이 장식되어 있다. 
비신에는 용성선사의 출생, 수행, 활동의 내용과 그의 입적에 관해 기록되어 있으며, 특히 비신의 우측면에는 龍雲謹撰- 吳世昌篆 하여 한용운이 비문을 짓고, 비신의 두전을 오세창이 썼음을 기록하였다. 비신에 기록된 용성선사에 대한 기록은 다음과 같다. 
龍城大禪師舍利塔碑銘幷序
師曹溪直下第三十五代法孫喚惺志安之後裔而法諱震鍾號龍城白氏子系出水原世居全羅南道原竹/

林村父曰南賢母孫氏母夢一異僧著法衣入室因以有娠以李朝高宗甲子五月八日生師師生而頴悟不喜/

羶葷每有不忍之行六七歲時見其父釣魚擇其未死者放之水父詰之師曰安忍見其死父異之九歲能詩見/

兒童摘花直吟摘花手裏動春心人稱其才嘗告父母以出家父母初則難之大事因緣竟莫能遏遂許之十九/

歲入伽倻山海印寺依華月和尙落髮後參義城孤雲寺水月長老問生死事大無常迅速如何見得性長老曰/

世屬像季法遠根鈍驟難超入莫若先誦大悲呪業障自除心光頓發師遂信而不疑自此誦大悲呪口口聲誦/

心心黙念後至楊州寶光寺兜率菴猛加精進一日忽疑森羅萬像皆有本源我此見聞覺知從何而生疑來疑/

去疑到十二畫夜猛覺一念如桶底脫相似徃參金剛山無融禪師具述前緣融日不道不是更參話頭師自是/

參狗子無佛性話到兜率庵精進一日忽然失笑云去年貧未始貧無立錐之地今年是始貧錐也無正爲我準/

備語也自此有契二十七歲扵通度寺金剛戒壇師禪谷律師受具戒及大契其後曹溪山松廣寺三日庵夏安/

居時閱傳燈錄至黃蘖法語月似彎弓少雨多風處猛然大悟不啻扵月面佛日面佛活狗子無佛性話煥然明/

白百千公案了如氷釋乃作偈曰金烏千秋月洛東萬里波漁舟何處去依舊㝛蘆花更閱一大時敎以度生爲/

已住入泥入水京城各處高擧祖令大闡弘猷未幾創敎會特明大覺之玄㫖大欲傳布海外別設屬會于間島/

島且譯華嚴圓覺楞嚴金剛起信等經傳廣布內外其外所著不尠常好放生其數不億可謂兼行六度無一不/

備六十一歲舍利一粿出齒間色紫光潤形似頂骨庚辰春忽示疾付囑門徒吾將滅度切莫擧哀掛孝但誦無/

無上大涅槃圓明常寂照足矣二月二十四日黎明微笑入寂異香動人一大事因緣至是而畢世壽七十七僧/

臘五十九翌年門徒等起塔扵海印寺之西麓以安師之舍利立石而記銘曰 法貴度生 隨機從緣 恒沙/

方便 無闕佛玄 以燈傳燈 有正無像 是故大德 旣龍且象 有師龍城 錐也不留 未設一偈/

山河黙頭 非珠有珠 離色離空 塔而安之 伽倻之中 知音千載 少亦何傷 古桐離絃山峨水洋」

이 석비는 근대의 건조물이지만 조각의 형태와 수법이 좋으며, 조선시대 전통을 잘 계승하고 있다. 무엇보다 탑비의 중요성은 용성선사의 탁월한 업적을 근대 문학과 예술을 대표할 만한 인물들이 조성하였다고 하는 점이다. 

## 조사자 의견
용성선사의 부도는 일반 고승의 부도와는 판이하게 다른 삼층석탑으로 조성되어 더욱 예우 추앙한 뜻이 엿보이며, 이는 부도 옆에 세워진 탑비가 이와 같은 사실을 증명하고 있다. 즉 용성선사와 함께 삼일독립운동 민족대표 33인 대표자들 중에 포함되었던 한용운 선생이 비문을 짓고, 오세창 선생이 탑비의 頭篆을 하였다는 점은 용성선사가 근대 역사에 얼마나 큰 족적을 남기고 있었는지 미루어 짐작할 수 있는 것이라 생각된다. 비록 예술적인 가치로써 미약한 점이 없지 않다고 판단되지만 독립투사 3인이 이루어낸 역사적인 산물로써의 중요성은 충분히 인정되는 바이다.

## 같이 보기
- 원주 영전사지 보제존자탑 - 보물 제358호

## 참고 자료
- 합천 해인사 용성선사 승탑 및 탑비 - 국가유산청 국가유산포털